# 9월 3일
9월 3일은 그레고리력으로 246번째(윤년일 경우 247번째) 날에 해당한다. 9월 1일이 토요일이고 9월 2일이 일요일인 경우 대한민국의 대학교 2학기 개강은 대부분 이 날 시작한다.

## 사건
- 1260년 - 아인잘루트 전투에서 맘루크 왕조군이 몽골 제국군을 격파하다.
- 1783년 - 파리 조약 체결로 미국 독립전쟁 종결
- 1914년 - 교황 베네딕토 15세, 258대 로마 교황 취임.
- 1939년 - 제2차 세계 대전, 영국과 프랑스, 폴란드 침공한 독일에 선전포고.
- 1941년 - 독일, 아우슈비츠 수용소서 유대인 독가스 학살 시작
- 1945년 - 제2차 세계대전, 일본 제국의 항복으로 공식 종결
- 1948년 - 미군정, 경찰권 대한민국에 이양.
- 1952년 -   중국 옌볜 조선족 자치주 창립.
- 1967년
  - 스웨덴, 다겐 H 실시.
  - 구엔 반 티우가 남베트남의 대통령 취임.
- 1971년 - 카타르와 바레인이 영국으로부터 독립했다.
- 1978년 - 신현확 보사부 장관, 세계보건기구(WHO) 회의 참석위해 대한민국 정부 각료로는 최초로 소비에트 연방 입국.
- 1988년 - 대한민국 정부, 조선민주주의인민공화국 및 공산권 자료 일반 공개방침 발표
- 1990년 - 서울에서 제2차 아ㆍ태 검찰총장회의 개막.
- 1995년 - 이베이 설립
- 1997년 -
  - 원자력 발전소 월성 2호기 준공.
  - 베트남 항공 여객기 프놈펜 인근 추락, 한국인 21명 포함 65명 사망.
- 2001년 - 대한민국 국회, 임동원 통일부 장관 해임 건의안 가결
- 2002년 - 조선민주주의인민공화국 이탈자 16명 베이징 소재 독일대사관 직원 숙소에 진입하여 망명 요청
- 2003년 - 대한민국 국회, 김두관 행정자치부 장관 해임 건의안 가결
- 2004년 - 러시아에서 베슬란 학교 인질 사태로 인해 약 344명 사망
- 2010년 - 태풍 곤파스, 대한민국 강타.
- 2017년 - 조선민주주의인민공화국의 제6차 핵실험
- 2020년 - 태풍 마이삭, 대한민국 강타

## 문화
- 1964년 - 대한민국의 방송의 날. (한국 호출 부호 '에이치엘(HL)' 배정 기념)
- 1976년 - 대한민국, 주택은행, 주택복권 발행 공고.
- 1976년 - 미국 우주선 바이킹 2호, 화성에 착륙
- 1988년 - 88 서울 올림픽 선수촌 개촌.
- 1997년 - MBC 프로덕션 경석이와 뽀미의 얼린유치원가 출시되다.
- 1999년 - KBS 도전! 골든벨 첫 방송.

## 탄생
- 1728년 - 잉글랜드의 엔지니어 매슈 볼턴. (~1809년)
- 1781년 - 나폴레옹 1세의 의붓아들 외젠 드 보아르네. (~1824년)
- 1852년 - 대한제국의 정치가 이범진. (~1911년)
- 1859년 - 프랑스의 사회주의자, 정치인 장 조레스. (~1914년)
- 1875년 - 체코 출신의 독일의 자동차 공학자 페르디난트 포르셰. (~1951년)
- 1878년 - 일제강점기의 정치인 진희규. (~1959년)
- 1910년 - 북한의 배우 심영. (~1971년)
- 1925년
  - 대한민국의 군인, 정치인 공정식. (~2019년)
  - 미국의 배우 앤 잭슨. (~2016년)
- 1926년 - 그리스의 영화배우, 가수 이레네 파파스. (~2022년)
- 1932년 - 미국의 배우 아일린 브레넌. (~2013년)
- 1936년
  - 일본의 만화가 우메즈 카즈오. (~2024년)
  - 튀니지의 정치인 제인 엘아비디네 벤 알리. (~2019년)
- 1937년 - 일본의 야구인 도이 쇼스케.
- 1939년 - 대한민국의 언론인 김대중.
- 1940년 - 미국의 정치인 게리 셰러.
- 1945년 - 대한민국의 교육인 김성곤.
- 1947년
  - 대한민국의 싱어송라이터 조동진. (~2017년)
  - 대한민국의 가수 박인수. (~2025년)
  - 프랑스의 축구 감독 제라르 울리에. (~2020년)
  - 북아일랜드 영국의 음악가 에릭 벨.
- 1949년 - 대한민국의 배우 김수미. (~2024년)
- 1953년 - 말리의 전기공학자 아마둔 투레.
- 1955년
  - 대한민국의 배우 기주봉.
  - 대한민국의 배우 이기열.
- 1956년 - 미국의 사교계 인사, 자선가 앤 허스트.
- 1957년 - 대한민국의 은행인 김문규.
- 1960년 - 대한민국의 화학공학자 박남규.
- 1961년 - 대한민국의 배우 김주승. (~2007년)
- 1965년
  - 미국의 배우 찰리 신.
  - 브라질의 축구 심판 카를루스 이우제니우 시몽.
- 1967년 - 튀르키예와 미국의 경제학자 다론 아제모을루.
- 1968년 - 대한민국의 배우 오지혜.
- 1969년 - 미국의 영화감독 노아 바움백.
- 1970년
  - 대한민국의 가수 터틀맨 (거북이). (~2008년)
  - 대한민국의 배우 박선영.
  - 대한민국의 야구 선수 박충식.
  - 대한민국의 소방공무원 이건.
  - 영국의 축구 선수 개러스 사우스게이트.
- 1971년
  - 미국의 배우, 영화 프로듀서 드레나 드니로.
  - 독일의 가수 피터 폭스.
  - 우루과이의 전 축구 선수 파올로 몬테로.
- 1973년
  - 대한민국의 연극배우 김영필.
  - 대한민국의 승마 선수, 승마 코치 신수진.
- 1974년
  - 대한민국의 성우 윤여진.
  - 미국의 만화 일러스트레이터 이선 밴스카이버.
- 1975년 - 대한민국의 영화배우 김예린.
- 1976년
  - 대한민국의 전 태권도 선수, 정치인 문대성.
  - 가나의 축구 선수 새뮤얼 쿠포르.
- 1977년
  - 스웨덴의 축구 선수 올로프 멜베리.
  - 오스트레일리아의 축구 선수 스티븐 레이벗. (~2024년)
- 1978년 - 대한민국의 희극인 안상태.
- 1979년
  - 대한민국의 배우 양진우.
  - 대한민국의 전 스타크래프트 프로게이머 이지혜.
  - 브라질의 축구 선수 줄리우 세자르 소아리스 이스핀돌라.
  - 미국의 기타 연주자 토모 밀리체비치.
- 1980년
  - 대한민국의 희극인 정경미.
  - 한국계 미국의 소설가 제니 한.
- 1981년 - 대한민국의 유도 선수 김광섭.
- 1982년
  - 일본의 성우 후지무라 아유미.
  - 대한민국의 배우 김정우.
- 1983년
  - 대한민국의 배우 김주영.
  - 대한민국의 방송인 지누리.
  - 대한민국의 성우 이제인.
  - 일본의 삽화가 키시다 메루.
- 1984년
  - 대한민국의 가수 서인영 (쥬얼리).
  - 대한민국의 만화가 박태준.
  - 대한민국의 축구 선수 최종혁.
- 1985년
  - 일본의 성우 카지 유우키.
  - 잉글랜드의 축구 선수 스콧 카슨.
  - 러시아의 배우, 가수 타티야나 코토바.
- 1986년
  - 대한민국의 희극인 김민.
  - 미국의 스노보더 숀 화이트.
  - 자메이카의 가수 오미.
- 1987년
  - 일본의 성우 카야노 아이.
  - 대한민국의 기업인 강성진.
- 1988년
  - 독일의 축구 선수 제롬 보아텡 (FC 바이에른 뮌헨).
  - 대한민국의 성우 김현수.
  - 대한민국의 배우 김원경.
- 1989년 - 대한민국의 가수 장현승. (비스트)
- 1990년
  - 대한민국의 배우 이주우.
  - 대한민국의 모델, 래퍼 박성진.
- 1991년 - 대한민국의 기타리스트 이평강.
- 1992년 - 일본의 배우 소메타니 쇼타.
- 1993년
  - 대한민국의 가수 이성종 (인피니트).
  - 대한민국의 가수 주니엘.
  - 대한민국의 가수 이소정. (레이디스 코드).
  - 일본의 배우 고이케 리나.
  - 일본의 아이돌 마츠모토 리나.
- 1994년 - 대한민국의 가수 수민 (소나무).
- 1995년
  - 독일의 축구 선수 니클라스 쥘레.
  - 대한민국의 축구 선수 이지호.
- 1996년
  - 대한민국의 가수 조이 (레드벨벳).
  - 대한민국의 스타크래프트 프로게이머 신희범.
  - 대한민국의 아나운서 겸 인플루언서 엄지현.
- 1997년
  - 일본의 프로레슬링 선수 기무라 하나.
  - 대한민국의 축구 선수 류지수.
- 1999년
  - 대한민국의 가수 나고은 (퍼플키스).
  - 인도네시아의 래퍼 리치 브라이언.
  - 대한민국의 래퍼 칠린호미.
- 2001년
  - 일본의 레슬링 선수 사쿠라이 쓰구미.
  - 미국의 모델 카이아 거버.
- 2002년 - 일본의 아이돌 히라타 유키.
- 2003년 - 미국의 프리스타일 스키 선수 구아이링.
- 2006년 - 중화인민공화국의 사격 선수 황위팅.
- 2013년 - 대한민국의 아역 배우 심혜연.
- 2014년 - 대한민국의 아역 배우 한예하.

### 미상
- 대한민국의 가수 하로.

## 사망
- 1658년 - 영국의 군인, 정치인 올리버 크롬웰. (1599년~)
- 1720년 - 스페인 왕위계승전쟁의 잉글랜드 군인, 골웨이 백작 앙리 드 마스. (1648년~)
- 1839년
  - 조선의 가톨릭 순교자 권희. (1794년~)
  - 조선의 가톨릭 순교자 김효주. (1816년~)
  - 조선의 가톨릭 순교자 박큰아기. (1786년~)
  - 조선의 가톨릭 순교자 박후재. (1799년~)
  - 조선의 가톨릭 순교자 이연희. (1804년~)
- 1862년 - 일본 에도 시대의 바둑 기사 혼인보 슈사쿠. (1829년~)
- 1893년 - 미국의 정치인 해밀턴 피시. (1808년~)
- 1948년 - 체코슬로바키아의 정치인 에드바르트 베네시. (1884년~)
- 1976년 - 대한민국의 도서관 설립 운동가, 해방 후의 초대 경성부 부부윤 이범승. (1887년~)
- 2002년 - 대한민국의 군인 최경록. (1920년~)
- 2012년 - 대한민국의 종교인 문선명. (1920년~)
- 2014년 - 대한민국의 가수 고은비. (레이디스 코드) (1992년~)
- 2018년 - 조선민주주의인민공화국의 정치인 주규창. (1928년~)
- 2019년
  - 대한민국의 농구 선수 정재홍. (1986년~)
  - 대한민국의 작가 이희우. (1939년~)
  - 대한민국의 변호사 신창언. (1942년~)
  - 노르웨이의 바이애슬론 선수 할바르 하네볼. (1969년~)
- 2020년 - 독일의 영화배우 비롤 위넬. (1961년~)
- 2021년 - 이란의 의사 하산 피루자바디. (1951년~)
- 2024년
  - 대한민국의 공무원 이주형. (1952년~)
  - 대한민국의 미술가 하태진. (1938년~)

## 기념일
- 중국인민 항일전쟁 전승 기념일: 중화인민공화국

## 같이 보기
- 전날: 9월 2일 다음날: 9월 4일 - 전달: 8월 3일 다음달: 10월 3일
- 음력: 9월 3일
- 모두 보기